# Gen (grup humà)
Els gen (o mina) són els membres d'un grup humà que viuen a la zona de la costa entre Togo i Benín i que parlen la llengua gen. Els gen formen part dels pobles guineans, el seu codi ètnic és NAB59l i el seu nº d'id. és 19053.

## Situació geogràfica, població i pobles veïns
Els gen són els membres del poble que parlen la llengua gen. El seu territori està a la zona costanera de Benín i Togo.

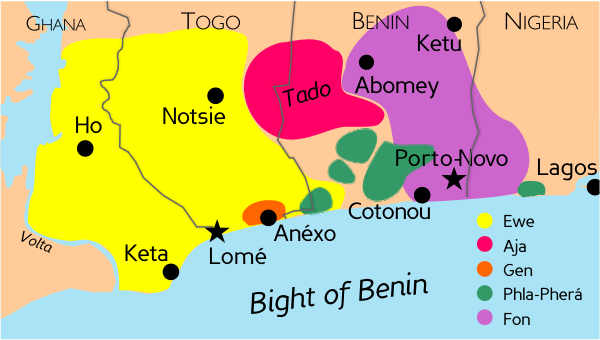
Llengües gbes

### Gen a Togo
El 1991 hi havia 201.000 gen a Togo i segons el joshuaproject n'hi ha 413.000.
El seu territori està situat a la regió Marítima, al municipi de Lacs, entre Lomé i la frontera de Benín. Segons el mapa lingüístic de Togo de l'ethnologue, el territori gen d'aquest estat està situat al sud-est del país, a la zona de la desenvocadura del riu Sio. Al sud del territori hi ha l'oceà Atlàntic i una estreta franja de Benín, a l'oest limiten amb el territori dels kabiyès, dels lames i dels ewes; al nord limiten amb el territori dels watxis i a l'est limiten amb el territori dels xwles occidentals.

### Gen a Benín
El 2006 hi havia 126.000 gen a Benín i segons el joshuaproject n'hi ha 177.000.
El territori dels gen beninesos està situat a l'extrem sud-oest, als departaments Mono i Atlantique. Segons el mapa lingüístic de Benín, el territori gen de Benín, que comparteixen amb els xwles occidentals, està situat en una estreta franja a l'extrem sud-occidental del país, al llarg de la costa. Aquest territori limita amb l'oceà Atlàntic al nord, amb Togo al nord i l'oest i amb territori dels xwles occidentals a l'est.

## Llengua
Els gen parlen la llengua gbe, gen.

## Religió

### Gen de Togo
El 75% dels gen togolesos són cristians, el 23% creuen en religions africanes tradicionals i el 2% restants creuen en altres religions o es consideren no religiosos. El 45% dels gen togolesos cristians són catòlics, el 40% són protestants i el 15% restant pertanyen a esglésies independents. Segons el joshuaproject, el 13% dels gen togolesos cristians segueixen el moviment evangèlic.

### Els gen de Benín
El 70% dels gen beninesos són cristians, el 27% creuen en religions tradicionals africanes i el 3% es consideren no religiosos. La majoria dels cristians (70%) són catòlics, el 15% són protestants i el 14% pertanyen a esglésies independents. Segons el joshuaproject, el 7% dels gen beninesos cristians són evangelistes.